# Christian Feyerabend
Christian Feyerabend (* 17. Januar 1629 in Königsberg; † 31. Oktober 1696 in Königsberg) war Bürgermeister in Königsberg.

## Leben
Feyerabend (alternative Schreibweise: Feierabend) stammte aus einer Königsberger Bürgerfamilie. Diese führte seit 1614 als Wappen eine auf die Spitze gestellte Streitaxt.
Sein Vater (Johann) Albrecht Feyerabend (1577–1658) war Vizebürgermeister und Kurfürstlicher Kammeradjunkt, sein Großvater Hans Feyerabend (um 1530–1590) Herzoglicher „Kammerverwandter“, Chronist Königsbergs und Verfasser des Gedichts Marggraf Albrechts Leben über Herzog Albrecht I. von Brandenburg-Ansbach.
Feyerabends Mutter war Katharina († 1654), die Tochter des Burggrafen und Pfandherren zu Georgenburg Sebastian Krause. 
Feyerabend studierte ab 1647 in Leipzig und ab 1649 an der Universität in Jena, bevor er sich in Königsberg am Familienbesitz an der Kneiphofer Langgasse niederließ.
Er war von 1655 bis 1671 mit Anna Schwenn (1639–1671), der Tochter des Hofgerichtsadvokaten Balthasar Schwenn, und ab 1672 mit Dorothea von Schmittner (1651–1723) verheiratet.
Feyerabend war bis zu seinem Tode Bürgermeister von Kneiphof, der dichtestbesiedelten und wohlhabendsten der drei Königsberger Teilstädte, welche bis 1724 formell selbständig waren und erst dann zur Stadt Königsberg vereinigt wurden, und machte sich um die Verwaltungsreform in Preußen verdient.
Unter seiner Direktion wurde 1691 mit dem Bau des Zuchthauses der Stadt begonnen, der bereits im Jahre 1654 durch Kurfürst Friedrich Wilhelm beschlossen, aber wegen der damaligen Finanzkrise aufgeschoben worden war.
Feyerabend selbst hat aus seinem Vermögen einen beträchtlichen Vorschuss zu den Baukosten geleistet und auch seine Erben schenkten dem Institut einen ansehnlichen Teil des Ihrigen. Das Gebäude brannte 1789 ab und wurde durch einen Neubau ersetzt.
Feyerabend hatte acht Kinder aus erster Ehe, die er alle überlebte, und sieben Kinder aus zweiter Ehe. Sein Sohn Christian Feyerabend (1660–1692) war ab 1688 Kurfürstlich Brandenburgischer Legationssekretär.